# Trichopodus
Die Gattung Trichopodus (Syn.: Trichogaster) umfasst Labyrinthfische, die in ganz Südostasien weit verbreitet sind.

## Merkmale
Bei den Vertretern dieser Gattung ist der erste Strahl der Bauchflosse fadenartig lang ausgezogen, die weiteren zwei bis drei Strahlen sind extrem verkürzt und kaum sichtbar. Dieser Faden reicht im angelegten Zustand bis zum Schwanzflossenansatz und besitzt Geschmacksknospen, mit denen die Fische Artgenossen erkennen können. Im Gegensatz zu den Fadenfischen der Gattung Trichogaster ist bei den Arten dieser Gattung die Rückenflosse deutlich kürzer als die Afterflosse. Der Körper wird je nach Art zwischen zwölf und 20 cm lang. Wie die meisten Labyrinthfische ernähren auch diese sich hauptsächlich von Zooplankton wie Kleinkrebse, Weichtiere, Insekten und deren Larven, sowie von Anflugnahrung, also von Insekten, die auf der Wasseroberfläche landen.

## Vorkommen
Das ursprüngliche Verbreitungsgebiet dieser Gattung ist nicht mehr sicher zu rekonstruieren, liegt aber vermutlich auf der hinterinidschen Halbinsel und dem indonesischen Archipel westlich der Wallace-Linie. Inzwischen sind aber die meisten Arten durch ihre Nutzung als Speisefische als Neozoon weit über den Süden Asiens verbreitet.
Die Fische leben in flachen, langsam fließenden oder stehenden Gewässern, die beschattet oder dicht bewachsen sind. Manche Arten kommen auch in Reisfeldern vor.

## Fortpflanzung
Zur Fortpflanzung besetzen die Männchen Reviere und bauen darin zwischen Wasserpflanzen ein Schaumnest. Durch Balz lockt das Männchen ein paarungsbereites Weibchen unter das Schaumnest. Bei der Paarung unter dem Nest werden je nach Art mehrere hundert bis wenige tausend Schwimmeier abgegeben, die aufgrund ihres Öltropfens von selbst in das Nest steigen. Anschließend wird die direkte Umgebung des Nestes von den Männchen bewacht, und die Weibchen aus der unmittelbaren Umgebung vertrieben. Die Larven schlüpfen je nach Temperatur und Art nach 24–48 Stunden und werden passiv durch einen ölhaltigen Dottersack und aktiv durch das Männchen im Nest gehalten. Nach wenigen Tagen verlassen die Larven das Nest und werden nicht weiter durch die Männchen gepflegt.

## Nutzung
In ihrer Heimat werden alle Vertreter als Speisefische genutzt und teilweise gezüchtet. Die blaue Form des Punktierten Fadenfisches und der Mosaikfadenfisch zählen außerdem als Aquarienfische zum Standardangebot von Zoohandlungen. Vom Punktierten Fadenfisch existieren daraus resultierend mehrere Zuchtformen.

## Systematik
Die Gattung wurde 1801 von Lacépède ohne Typusart aufgestellt und enthielt den Punktierten Fadenfisch und den Riesengurami. Zwischen 1829 und 1831 trennte Cuvier die Fadenfische und Riesenguramis in die heute anerkannten Gattungen auf. Spätestens 1879 legte Bleeker den Punktierten Fadenfisch als Typusart für die östlichen Fadenfische unter dem Gattungsnamen Trichopodus fest. Allerdings war seit 1923 der Name Trichogaster bis zum Ende des 20. Jahrhunderts gebräuchlich und ist auch heute noch sehr häufig anzutreffen. Der korrekte wissenschaftliche Name ist aber Trichopodus und findet auch wieder Einzug in die wissenschaftliche Literatur.
Der Gattungsname deutet auf die fadenartigen Bauchflossen hin („Thrix“ = „Haar“, „Pous“ = „Fuß bzw. Flosse“).
Folgende Arten gehören der Gattung Trichopodus an:
- Mosaikfadenfisch (Trichopodus leerii (Bleeker, 1852))
- Mondscheinfadenfisch (Trichopodus microlepis (Günther, 1861))
- Schaufelfadenfisch (Trichopodus pectoralis Regan, 1910)
- Trichopodus poptae Low, Tan & Britz, 2014[9]
- Punktierter Fadenfisch (Trichopodus trichopterus (Pallas, 1770))